# St. Chamond
St. Chamond var en tung fransk stridsvagn från första världskriget. Den var den andra franska stridsvagnen att tillverkas efter Schneider CA1. Till skillnad från moderna stridsvagnar hade St. Chamond inte sin huvudbeväpning i ett roterande torn; en 75 mm kanon satt monterad i fronten av fordonet. Den sekundära beväpningen bestod av fyra kulsprutor: en framåtriktad, en bakåtriktad och en på vardera sida. Besättningen uppgick till 8 man: befäl (som också var förare), skytt (som också var laddare), assisterande skytt, fyra kulspruteskyttar och en mekaniker.
St. Chamond visade sig vara katastrofal i strid. Kombinationen av gott pansarskydd och en kraftfull kanon såg bra ut på pappret, men överhänget framför och bakom banden gjorde att vagnen körde fast i terräng.